# Église Saints-Pierre-et-Paul de Moscou
Pour les articles homonymes, voir Église Saints-Pierre-et-Paul.

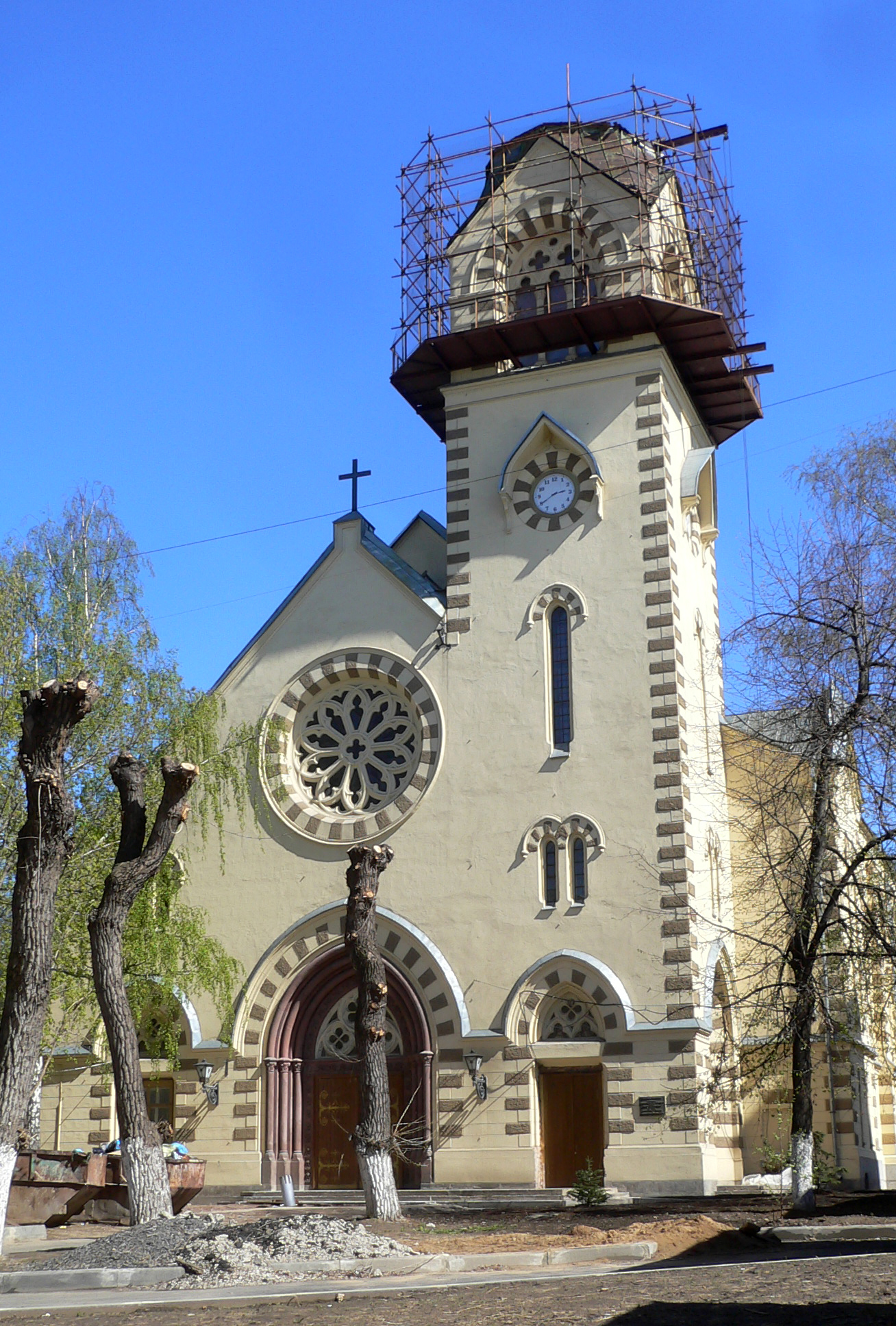
L'église Saints Pierre et Paul en avril 2008 avant la reconstruction du clocher

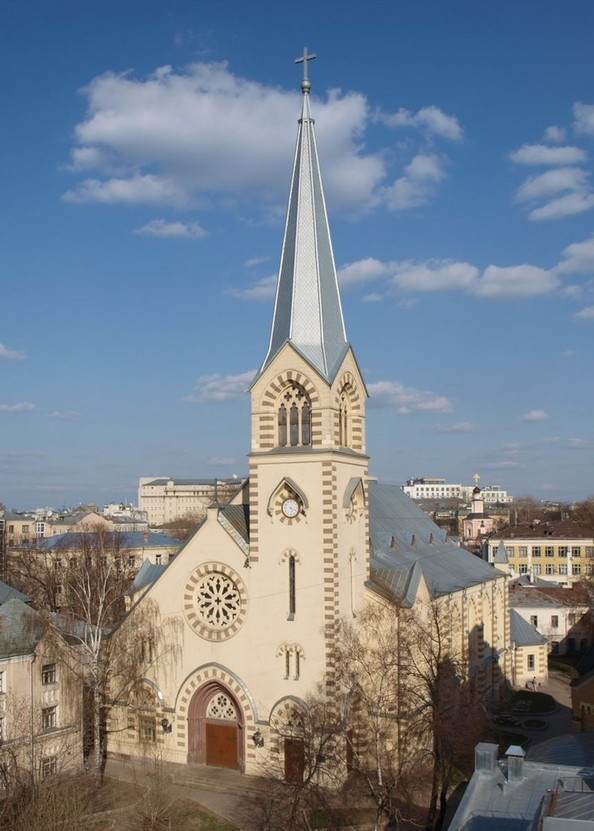
Vue de l'église en 2013.

L'église Saints-Pierre-et-Paul est une église luthérienne de langue allemande à Moscou (le russe est aussi devenu langue liturgique depuis la réouverture de l'église) et le siège de l'Église protestante-luthérienne de la Russie d'Europe. Elle se trouve au 7/10 de la rue Starosadsky.

## Histoire
C'est en 1694 - 1695 que fut érigée à Moscou une seconde église luthérienne pour les Allemands de la capitale russe (la première, l'église Saint-Michel, était dans le quartier allemand et fut détruite en 1928). Elle porte le nom des apôtres saints Pierre et Paul, mais on la désigna longtemps simplement comme « l'église nouvelle ». Le bâtiment, reconstruit après des incendies en 1711, 1737 et 1748, disparut dans le grand incendie de Moscou de 1812 au cours du retrait de l'armée de Napoléon.
En 1817, la paroisse transforma une maison de la rue Starosadsky en église qui fut consacrée en 1819. La croissance de la paroisse entraîna un élargissement du bâtiment en 1860-1861 puis la construction de l'église actuelle en 1903-1905.
En 1918, l'église fut confisquée par les autorités et servit d'abord de salle de concert avant de devenir le cinéma « Arktika ».
En 1936, le pasteur et les administrateurs de la paroisse furent fusillés par les soviétiques. Le bâtiment de l'église fut transformé en studio d'animation, « Diafilm », et des planchers et cloisons supplémentaires vinrent diviser la nef. En 1957, le clocher, haut de 60 mètres et visible de loin, fut amputé à la veille du festival international de la jeunesse qui vit affluer du monde entier des dizaines de milliers de jeunes communistes.
À partir du milieu des années 1990, la paroisse a obtenu la restitution graduelle de la chapelle, de l'église et de bâtiments annexes. Les travaux de rénovation se sont terminés à la Noël 2008.
L'église a été entièrement restituée à l'Église protestante luthérienne le 24 octobre 2017, à l'occasion du 500e anniversaire de la Réforme. Le président allemand Frank-Walter Steinmeier et le président du Conseil de l'Église protestante d'Allemagne ont assisté à la cérémonie.

## Orgue
L'orgue d'origine, construit par Wilhelm Sauer, ayant été détruit, c'est l'orgue de l'église luthérienne Saint-Michel, transféré dans un crématoire de la ville après la fermeture du lieu de culte, qui a été installé en 2005 dans l'église Saints-Pierre-et-Paul. Il date de 1898 et comporte trente-trois registres sur trois claviers.

## Cloches
Les cloches proviennent d'une église de Rheydt désaffectée en 1999. Elles datent de 1957 et furent installées à Moscou en 2005.